# Masca bicolora
Masca bicolora är en fjärilsart som beskrevs av George Thomas Bethune-Baker. Masca bicolora ingår i släktet Masca och familjen nattflyn. Inga underarter finns listade i Catalogue of Life.